# Christian Aichele

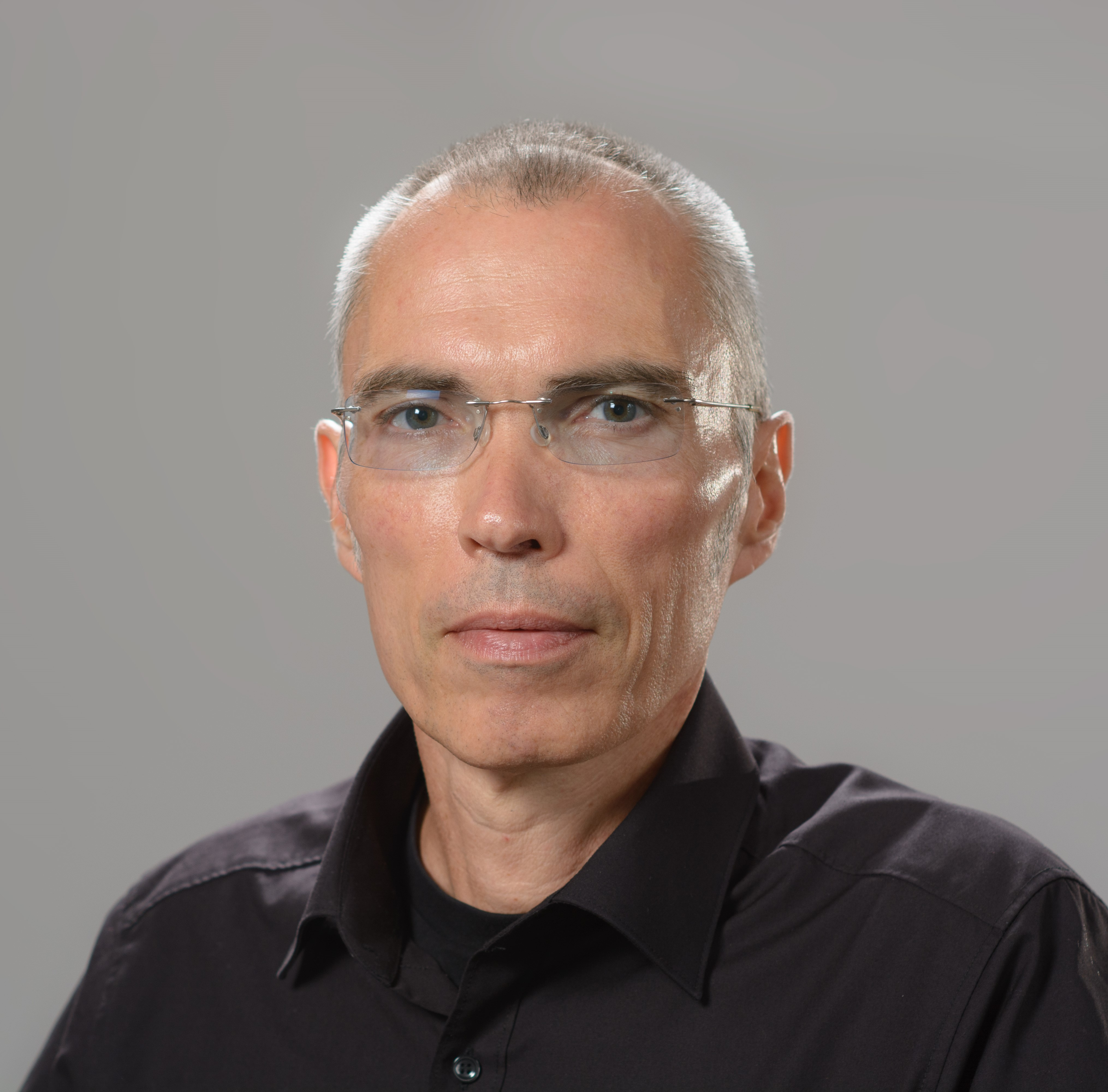
Christian Aichele (2024)

Christian Aichele ist ein deutscher Wirtschaftswissenschaftler und Wirtschaftsinformatiker und seit 1999 Professor für Wirtschaftsinformatik an der Hochschule Kaiserslautern am Standort Zweibrücken.

## Leben
Geboren und aufgewachsen in Deutschland, begann Aichele 1983 mit dem Studium des Wirtschaftsingenieurwesens an der Universität Karlsruhe. Nach Abschluss seines Studiums 1989 vertiefte Aichele seine Kenntnisse und Fähigkeiten durch seine Promotion zum Dr. rer. oec. im Jahr 1996 bei August-Wilhelm Scheer. In seiner Dissertation beschäftigte er sich mit der Analyse und Bewertung von Geschäftsprozessen in produzierenden Unternehmen auf Basis von Kennzahlensystemen.
Beruflich war er zunächst bei der Hewlett-Packard GmbH in Böblingen tätig und arbeitete an der Entwicklung und dem Prototyping eines SADT-Modelling-Tools mit.
Von 1989 bis 1990 war Aichele als Ingenieurberater bei einem Tochterunternehmen der Elektrowatt in Frankfurt und Darmstadt tätig, wo er im Bereich Planung und Projektmanagement für den Bau von Großkraftwerken und Fernwärmetrassen eingesetzt war. Diese Erfahrungen im Ingenieurwesen und Projektmanagement führten ihn schließlich zur IDS Scheer Consulting in Saarbrücken, wo er von 1991 bis 1995 an Unternehmens- und IT-Beratungsprojekten beteiligt war. Hier übernahm er Rollen in der Projektleitung und Bereichsleitung, vor allem für die Konsumgüter- und Prozessindustrie. Von 1995 bis 1997 leitete er als General Manager, President und Vice President den Aufbau von Tochterfirmen der IDS Scheer in Singapur, Tokio und Seoul. Nach seiner Rückkehr nach Deutschland war er 1998 und 1999 als Vorstand und Mitglied der Geschäftsführung bei der CAT Net AG, Camelot IDPro GmbH und Topas Consulting GmbH tätig, wo er sich auf IT-Beratung und SAP R/3 Einführungsprojekte konzentrierte.
Zwischen 2000 und 2004 widmete sich Aichele bei der RWE, insbesondere bei RWE Systems und RWE Consulting, der Leitung des Solution Centers für IT-Anwendungen für klein- und mittelständische Energieversorger. Im Rahmen von Forschungsfreisemestern entwickelte Aichele bei dem skandinavischen Unternehmen Tieto Produkte und Services (Offerings) im Bereich Smart Energy und Smart Meter für die Energiewirtschaft.
Seit 1999 ist Aichele Professor für Wirtschaftsinformatik an der Hochschule Kaiserslautern, Standort Zweibrücken. Aichele war zudem in verschiedenen Funktionen tätig, darunter als Gutachter der Fachagentur für Nachwachsende Rohstoffe e.V. (Projektträger des Bundesministeriums für Ernährung und Landwirtschaft (BMEL)) und des Deutschen Akademischen Austauschdienstes (DAAD) im Programm HAW.International.

## Forschungsschwerpunkte
Aichele konzentrierte sich im Laufe seiner akademischen und beruflichen Karriere auf mehrere Bereiche der Wirtschaftsinformatik und angrenzender Gebiete. Seine Forschung umfasst die Anwendung künstlicher Intelligenz und maschinelles Lernen, vorwiegend in Künstlichen Neuronalen Netzen (KNN), Methoden und Techniken in der Unternehmensberatung, Operations Research Methoden und Strategien im IT-Projektmanagement.
Ein weiterer Forschungsbereich Aicheles ist die Anwendung von KI-Technologien in kleinen und mittleren Unternehmen (KMU). Er hat Strategien und Geschäftsmodelle für den Einsatz von KI, mit einem besonderen Augenmerk auf KNN, entwickelt. Diese Arbeiten zielen darauf ab, KMU in die Lage zu versetzen, KI-Technologien effektiver zu nutzen, um ihre Wettbewerbsfähigkeit und Innovationskraft zu steigern. Darüber hinaus beschäftigt sich Aichele mit der digitalen Transformation der Energiewirtschaft. Er hat Strategien und Geschäftsmodelle für Smart Markets und Smart Grids konzipiert und erforscht, wie mobile Anwendungen und Smart-Meter-Technologien die Beziehungen zwischen Energieunternehmen und Endkunden verändern können. Insgesamt zeichnet sich Aicheles Forschung durch einen multidisziplinären Ansatz aus, der darauf abzielt, theoretische Konzepte in praktische, anwendbare Lösungen zu überführen.

## Veröffentlichungen (Auszug)
- Paul Tipler, Gene Mosca: Tipler Physik für Studierende der Naturwissenschaften und Technik,  Kapitel Im Kontext (Appendice zum Kapitel 26),  Peter Kersten (Hrsg.),  9. Auflage (2024) - ISBN 978-3-662-67935-7
- Betriebswirtschaftliche KI-Anwendungen, 2. Auflage (2023) – ISBN 978-3-658-40098-9
- Betriebswirtschaftliche KI-Anwendungen (2021) – ISBN 978-3-658-33532-8
- KI-Technologien für Utility-Unternehmen, In: Realisierung Utility 4.0, Oliver Doleski (hrsg.) – ISBN 978-3-658-25331-8
- Die digitale Energiewirtschaft (2017) in Handbuch Energiewende und Partizipation – ISBN 978-3-658-09415-7
- Digitalisierung der Energiewirtschaft (2017) in Herausforderung Utility 4.0 – ISBN 978-3-658-15736-4
- App-Entwicklung – effizient und erfolgreich (2016) – ISBN 978-3-658-13684-0
- E-Business (2016) – ISBN 978-3-658-13686-4
- IT-Projektmanagement (2015) – ISBN 978-3-658-08388-5
- Smart Market (2014) – ISBN 978-3-658-02778-0
- App4U (2014) – ISBN 978-3-8348-2435-6
- Praktische Beispiele zur Systemsicherheit bei der Anwendung mobiler Hard- und Softwaresystem (Christian Aichele et al.), In: HMD, Praxis der Wirtschaftsinformatik, Vol. Mobile Security, 295, 51. Jahrgang, Nr. 295, (2014)
- Smart Meter Rollout (2013) – ISBN 978-3-8348-2439-4
- Smart Energy (2012) – ISBN 978-3-8348-1570-5
- Best Practices in Projekten (2008) – ISBN 978-3-639-03511-7
- Business Process Framework for Smart Meter Reading (Christian Aichele et al.), In: Business Services, Konzepte, Technologien, Anwendungen, Hans Robert Hansen, Dimitris Karagiannis, Hans-Georg Fill (Hrsg.), 9. Internationale Tagung Wirtschaftsinformatik, Wien, (2019) – ISBN 978-3-85403-246-5[12]
- Intelligentes Projektmanagement (2006) – ISBN 978-3-17-019094-8
- Kennzahlenbasiertes Knowledge Management (2002) in Knowledge Management und Business Intelligence – ISBN 978-3-540-42804-6
- Performance Measurement Based Process Modelling (1999) in Process Modelling – ISBN 978-3-642-60120-0
- Kennzahlenbasierte Geschäftsprozeßanalyse (1997) – ISBN 978-3-322-84499-6